# Prionus siskai
Prionus siskai là một loài bọ cánh cứng trong họ Cerambycidae.